# 聖闘士星矢の登場人物
聖闘士星矢の登場人物（セイントセイヤのとうじょうじんぶつ）は、車田正美著の漫画作品『聖闘士星矢』の登場人物を列挙する。
- 単独記事のある人物については、以下の各記事を参照。
  - 天馬星座の星矢
  - 龍星座の紫龍
  - 白鳥星座の氷河
  - アンドロメダ星座の瞬
  - 鳳凰星座の一輝
  - 城戸沙織
- グループでの記事のある人物については、以下の各記事を参照。
  - 青銅聖闘士: （天馬星座の星矢、龍星座の紫龍、白鳥星座の氷河、アンドロメダ星座の瞬、鳳凰星座の一輝）一角獣星座の邪武、子獅子星座の蛮、狼星座の那智、大熊星座の檄、海ヘビ星座の市、カメレオン星座のジュネ
  - 白銀聖闘士: 鷲星座の魔鈴、蛇遣い星座のシャイナ、蜥蜴星座のミスティ、ケンタウルス星座のバベル、白鯨星座のモーゼス、猟犬星座のアステリオン、烏座のジャミアン、地獄の番犬座のダンテ、御者座のカペラ、ペルセウス座のアルゴル、巨犬座のシリウス、ヘラクレス星座のアルゲティ、銀蝿座のディオ、矢座のトレミー、ケフェウス星座のダイダロス、琴座のオルフェ、孔雀座のシヴァ、蓮座のアゴラ、タランチュラのアラクネ
  - 黄金聖闘士: 牡羊座のムウ、牡羊座のシオン、牡牛座のアルデバラン、双子座のサガ、双子座のカノン、蟹座のデスマスク、獅子座のアイオリア、乙女座のシャカ、天秤座の童虎、蠍座のミロ、射手座のアイオロス、山羊座のシュラ、水瓶座のカミュ、魚座のアフロディーテ
  - 暗黒聖闘士: ジャンゴ、ブラックペガサス、ブラックドラゴン、ブラックアンドロメダ、ブラックスワン、ブラックフェニックス、デスクィーン暗黒スリー、リタホア、ケヌマ、ジド、シナデクロ、ギルティー
  - 海闘士: ポセイドン、ジュリアン・ソロ、人魚姫のテティス、海龍のカノン、海魔女のソレント、海馬のバイアン、スキュラのイオ、リュムナデスのカーサ、クラーケンのアイザック、クリュサオルのクリシュナ
  - 冥闘士: ハーデス、ヒュプノス、タナトス、パンドラ、天猛星ワイバーンのラダマンティス、天雄星ガルーダのアイアコス、天貴星グリフォンのミーノス、天哭星ハーピーのバレンタイン、天捷星バジリスクのシルフィード、天牢星ミノタウロスのゴードン、天魔星アルラウネのクィーン、天間星アケローンのカロン、天英星バルロンのルネ、天獣星スフィンクスのファラオ、天角星ゴーレムのロック、天敗星トロルのイワン、天罪星リュカオンのフレギアス、天醜星デッドリービートルのスタンド、地奇星フログのゼーロス、地暴星サイクロプスのギガント、地暗星ディープのニオベ、地妖星パピヨンのミュー、地伏星ワームのライミ、地陰星デュラハンのキューブ、地劣星エルフのミルズ、地走星ゴーゴンのオクス、雑兵スケルトンのマルキーノ
  - 神闘士: ポラリスのヒルダ、アルファ星ドゥベのジークフリート、ベータ星メラクのハーゲン、ガンマ星フェクダのトール、デルタ星メグレスのアルベリッヒ、イプシロン星アリオトのフェンリル、ゼータ星ミザールのシド、ゼータ星アルコルのバド、エータ星ベネトナーシュのミーメ
- 劇場版や派生作品の設定やオリジナルキャラクターについては、以下の各記事を参照。
  - 聖闘士星矢 (1987年の映画)
  - 聖闘士星矢 神々の熱き戦い
  - 聖闘士星矢 真紅の少年伝説
  - 聖闘士星矢 最終聖戦の戦士たち
  - 聖闘士星矢 天界編 序奏〜overture〜
  - 聖闘士星矢 ギガントマキア
  - 聖闘士星矢EPISODE.G
  - 聖闘士星矢EPISODE.G アサシン
  - 聖闘士星矢 冥王神話の登場人物一覧
    - NEXT DIMENSIONの登場人物
    - THE LOST CANVASの登場人物（外伝含む）

  - 聖闘士星矢Ω登場人物一覧
  - 聖闘士星矢 セインティア翔
  - 聖闘士星矢 黄金魂 -soul of gold-
  - 聖闘士星矢: Knights of the Zodiac
  - 聖闘士星矢 The Beginning

## アテナ軍
教皇シオン
- 身分：教皇

前聖戦時の黄金聖闘士・牡羊座のシオン。現在の牡羊座の黄金聖闘士・ムウの師。アテナの化身である沙織の誕生による新たなる聖戦の到来を前に、自らの後継者と目していたサガに殺害され、取って代わられる。

カシオス
声：銀河万丈（TV版、各ゲーム作品）、髙階俊嗣（Knights of the Zodiac）、祐仙勇（ゲーム『ライジングコスモ』）
- 身分：雑兵(青銅聖闘士相当)
- 年齢：15歳
- 身長：201cm
- 体重：128kg
- 誕生日：12月14日
- 血液型：O型
- 出身地：ギリシア
- 修行地：ギリシア・聖域
- 師匠：シャイナ

天馬星座の聖闘士の座を星矢を含む候補者たちと争い、星矢とともに9人の闘士を倒して最後まで勝ち残る。最終戦では教皇の前で星矢と戦い、巨体をいかした怪力戦法で勝ち誇り、星矢の耳を切り落とそうとするが、逆に星矢に左耳を切り落とされ、星矢には「小宇宙に目覚めておらず聖闘士の表面的な破壊力を身につけただけ」だと酷評された上、小宇宙の闘法に覚醒した星矢のペガサス流星拳によって倒される。シャイナ同様、日本人である星矢に古代ギリシア文明の遺産でもある聖衣を奪われることを嫌悪していた。
外見とは裏腹に細やかな生活雑務から情報収集などもこなし、愛する者を慈しむ優しい心も持ち合わせている。シャイナを慕い、仇でありながらシャイナの想い人でもある星矢を救うため、十二宮編で幻朧魔皇拳による精神支配を受けたアイオリアのいる獅子宮へ乗り込む。アイオリアを正気に戻すには彼の目前で人間が1人死ぬ必要があったため、星矢の目前で自ら命を絶ち、星矢に看取られながら息を引き取った。原作では紫龍と瞬に単に「任せておけ」とだけ言い残して獅子宮に乗り込むが、アニメ版では紫龍をタックルで弾き飛ばし、瞬の星雲鎖をもかわして逆につかみ返して振り回すなどして戦って2人を制し、その後に単身で獅子宮に乗り込み、自らを犠牲として、アイオリアを元に戻した。アイオリアは「シャイナを見守ってやれ」と彼の亡骸をシャイナの家のすぐ近くに葬り、その上に墓を立てた。
貴鬼（キキ）
声：江森浩子（TV版）、庄司宇芽香（OVA『冥王ハーデスエリシオン編』）、中原茂（聖闘士星矢Ω）、釘宮理恵（ゲーム『ライジングコスモ』）
- 年齢：8歳
- 身長：130cm
- 体重：34kg
- 誕生日：4月1日
- 血液型：B型
- 出身地：チベット
- 修行地：チベット・ジャミール
- 師匠：ムウ

通称、アッペンデックスの貴鬼。引眉が特徴。念動力（サイコキネシス）を使ったいたずらをするなど幼い面も見せるが、アテナの戦士であることに誇りと責任は持っており、どんな苦境も諦めない闘志は、仲間も認めている。海皇ポセイドン編では天秤座の聖衣を運んで星矢たちを支援し、聖衣を海闘士から守るために瀕死の重傷を負いながらも、最後まで聖衣を運び続けた。冥王ハーデス編では魔鈴と共に星矢の姉・星華を聖域に連れ帰り、タナトスの攻撃をサイコキネシスでいち早く察知している。アニメではマスコットキャラクター的な役割としても扱われ、城戸邸や星の子学園に居座るなど、登場回数も増している。「アッペンデックス」とは英語で「オマケ」のこと。
アニメオリジナルの続編『聖闘士星矢Ω』では、牡羊座の黄金聖闘士として登場する。
雑兵
正規の聖闘士ではないアテナ軍の兵士。総数は不明だが正規の聖闘士としては最下級の青銅聖闘士のさらに下に位置付けられており、固有の聖衣は持たず軽鎧を着用している。辰巳の竹刀に打ち倒される雑兵もいるなど、戦闘力は正規の聖闘士には何十人がかりでも到底歯が立たない。長尺の棒などの武器を携帯しているものもいる。

## アテナ軍の関係者
城戸 光政（きど みつまさ）
声：宮内幸平（TV版）、大杉漣（LEGEND of SANCTUARY）、宝亀克寿（Knights of the Zodiac）
グラード財団の先代総帥。ギリシア旅行中にアイオロスから赤子のアテナと射手座の聖衣を託され、アテナを自らの孫・城戸沙織として育て、聖衣も加工してヨーロッパの骨董品（アンティーク）に見せかけ聖域の目を欺いた。また、アテナを守るために自らの非嫡出子（※アニメでは孤児）の男子百人を聖闘士候補生として世界の修行地に派遣した。聖衣を手に入れて帰国した聖闘士達の中から偽教皇と闘える真の聖闘士を見つけること、射手座の黄金聖衣が本物であること、アテナが城戸沙織と名乗って存命であることを偽教皇に知らしめる目的で銀河戦争を企画するも、実施を見ることなく5年前（星矢たち孤児を世界各国に派遣してから1年以内）に他界。
原作では、百人の子供（全て光政の実子、星矢達）を大義のために生贄とする罪深さに懊悩するなど、業が深いながらも脆弱さから逃れられない人物として描かれており、一輝から真実を知らされた星矢達から一層怒りと憎しみを受ける（後に沙織から、エゴイズムではなく人類のための苦渋の選択だったと知らされてからは、星矢達の憎しみも薄らいだようである）。
アニメではアイオロスの意気に感じ最期の願いを快諾、幼少期のわがままな沙織を厳しく窘める、死後も霊となり彼女に星矢達に優しく接するように諭す、来るべき沙織や星矢達の戦いのため私財を惜しみなく投じて鋼鉄聖闘士の組織といった支援の体制を整えるなど、財力や権力に奢らず、正義と平和のために生きた高潔な人格者として描かれており、星矢達も「立派な人だった」と敬意を表している。
辰巳 徳丸（たつみ とくまる）
声：堀之紀（TV版、OVA『冥王ハーデス十二宮編』、聖闘士星矢Ω）、島田敏（LEGEND of SANCTUARY）、江川央生（セインティア翔、Knights of the Zodiac）
- 年齢：32歳
- 身長：185cm
- 体重：97kg
- 誕生日：5月5日
- 血液型：B型
- 出身地：日本

城戸光政の時代から城戸家に仕える執事。唯一、光政より沙織の真実を伝えられ、ボディガードおよび社会的にサポートする命を受ける。城戸家への忠誠心ゆえ、当初は沙織への確執から反抗的な星矢達に対し冷酷に接することも多かったが、星矢たちが聖闘士の宿命を受け入れ沙織の元で戦うようになってからは、お互いのわだかまりも氷解し、彼等の活躍を支えるようになった。かつて幼い一輝の前にうろたえたように気の小さい一面もあり、アニメでは拷問に遭って口を割らされ、沙織たちの危機を招いたこともある。剣道三段の腕前であり、十二宮編で雑兵を1人倒したことがある。
アニメの十二宮編では複数人の雑兵を倒し、雑兵数人が組み付いても転ばずなお沙織を護ろうとする活躍を見せた。冥王ハーデス編では、原作では日本から聖域へ発とうとする瞬を沙織の命により咎める以外に出番はないが、OVAでは剣道技の「辰巳流徳丸突き」で瞬の行く手を阻もうとするも、あっさりと当て身で倒され、笑顔で瞬の出発を見送った。
星華（せいか）
声：山本百合子（TV版）、雪野五月（OVA『冥王ハーデスエリシオン編』）、元吉有希子（Knights of the Zodiac）
- 年齢：16歳
- 身長：167cm
- 体重：51kg
- 誕生日：3月18日
- 血液型：AB型
- 出身地：日本。

星矢の実の姉で、共に孤児院の星の子学園で育った。星矢がギリシアへ送られたと同時に学園を去り、星矢の後を追ってギリシアに向かうが、聖域付近の険しい山中にて転落事故で記憶を失ってしまい、自分が誰かも、実弟の星矢がすぐ近くにいることも知らぬまま、聖域近くのロドリオ村で保護してくれた雑貨店を営む老人と共に暮らしていた（ただし、持ち物に名前が書いてあったため、自分の名前が「星華」であることだけは分かっていた）。魔鈴の捜索により発見され、星矢の姉を想う叫びにより記憶を取り戻し、ハーデス軍に苦戦する星矢たちの勝利を信じ続けた。
美穂（みほ）
声：渡辺菜生子（TV版）、大越多佳子（OVA『冥王ハーデス冥界編』、『冥王ハーデスエリシオン編』）
- 年齢：13歳
- 身長：153cm
- 体重：41kg
- 誕生日：4月5日
- 血液型：B型
- 出身地：日本

星の子学園で共に育った、星矢の幼なじみで互いを「ちゃん」付けで呼び合っている。現在も同施設で働いている。星矢にほのかな想いを抱いており、彼を勇気づけ、星矢が入院したときには付き添いも務めた。
原作では十二宮編以降は、冥王ハーデス編で星矢の幼少時の回想に登場するのみだが、OVA冥界編・エリシオン編では星の子学園でグレイテストエクリップスの異変を感じ、恋い慕う星矢の名を呟いて身を案じるシーンや、無事地上が救われ安堵するシーンが描かれている。
春麗（しゅんれい）
声：柴田由美子（TV版、PS2『聖域十二宮編』）、佐藤江梨子（OVA『冥王ハーデス十二宮編』）、板東愛（OVA『冥王ハーデスエリシオン編』）、吉田小南美（聖闘士星矢Ω）、照井春佳（Knights of the Zodiac）
- 年齢：13歳
- 身長：154cm
- 体重：42kg
- 誕生日：4月20日
- 血液型：A型
- 出身地：中国

紫龍の幼馴染。幼少時、中国五老峰に捨てられていた所を童虎に拾われて育てられ、紫龍が修業時代に五老峰で一緒に過ごした。紫龍に深い愛情を抱き、五老峰で常に紫龍を想い続けている。強く優しい心の持ち主で、その純粋な祈りの強さは十二宮戦で黄金聖闘士のデスマスクすら驚愕させた。
テレビシリーズの続編である『聖闘士星矢Ω』では紫龍と結婚し、息子の龍峰を授かっている。
原作の続編である「聖闘士星矢 NEXT DIMENSION 冥王神話」では、エリシオンより戻った紫龍と共に、自分と同様捨て子だった赤ん坊を引き取り、翔龍と名付けて育てている。
ナターシャ
声：坪井章子
氷河のマーマ（母）。氷河が7歳のとき、氷河を連れて城戸光政に会いに日本へ向かう途中、東シベリア海で船が難破し、そこで溺死した。その亡骸は海底に腐敗していない状態で眠っている。
その後、聖域の戦いの前、氷河の弱い心を断ち切るためカミュによって船は海溝に沈められることになる。
ヤコフ
声：鈴木富子
- 年齢：7歳
- 身長：128cm
- 体重：35kg
- 誕生日：2月4日
- 血液型：O型
- 出身地：ソ連・東シベリア・コホーテク村

氷河のシベリアでの修行場所近くの村に住む少年。氷河のただ1人の友人で、彼がシベリアに滞在中には常に行動を共にし、ときには食事を差し入れるなど、何者にも代えがたい存在である。氷戦士との闘いでは白鳥星座の聖衣を氷河のもとへ届け、彼の危機を救った。アニメでは彼の祖父（声：阪脩）も登場する。
エスメラルダ
声：中島千里（TV版）、下地紫野（Knights of the Zodiac）
- 年齢：13歳
- 身長：158cm
- 体重：43kg
- 誕生日：8月25日
- 血液型：A型
- 出身地：太平洋・デスクィーン島に近い名もない小島

デスクィーン島での修行時代、一輝の唯一心の支えだった少女。容姿は、髪の色が異なる以外瞬に瓜二つ。原作では故郷が僅かな食料と引き換えに7歳を過ぎた娘を他地域に売らなければ親兄弟が生きていけないといわれるほど極貧だったために、小麦粉3袋で売られた農家の奴隷の娘という設定だったが、アニメでは一輝の師・ギルティーの娘という設定に変更されている。一輝がかわしたギルティーの拳の余波を受け死亡。
しかしその後も一輝の回想には幾度か登場し、その心に大きな影響を与えている。
ユリティース
声：永島由子
白銀聖闘士・琴座のオルフェの恋人。物語の数年前までは彼と愛し合っていたが、あるときに毒蛇に噛まれて絶命した。彼女を蘇生させるべく自ら冥界へ乗り込んだオルフェと共に、冥界から地上を目指すが、オルフェがハーデスに「地上へ出るまで後ろを振り返ってはならない」と条件を強いられていたにもかかわらず、あと一歩で地上というところで冥闘士ファラオの計略にかかって振り返ってしまったため、ユリティースはその場で体が岩と化してしまい、オルフェが聖闘士の務めを放棄して聖域から姿を消す結果となった。

## ブルーグラード
花1輪育たないといわれる北極圏の永久凍土の地。かつては氷戦士の戦力もあって一大帝国を築いていたが、その気候的条件のためにほとんどの民が死に絶え、少数のみの人々が生き残っている。
ピョートル
ブルーグラードの統治者。南方への侵略を主張し続ける息子アレクサーを5年前に永久追放したが、氷戦士となって帰って来た彼に殺害された。
ナターシャ
年齢：14歳。身長：162cm。体重：57kg。誕生日：3月28日。血液型：B型。出身地：ブルーグラード。
アレクサーの妹。氷河のマーマと同じ名前である。アレクサーが南方侵略を企てることに心を痛め、氷河に救いを求めた。

### 氷戦士
読みは「ブルーウォリアー」。ブルーグラードの伝説の戦士で、神話の時代に北極を中心として最強を誇ったという軍団。数世紀前に絶滅したが、アレクサーが世界各地から実力者を集めて復活させた。かつて北極に封印された海皇ポセイドンを監視するために派遣された聖闘士がルーツとの説もあり、その力はアテナの聖闘士に勝るとも劣らない。
アレクサー
年齢：16歳。身長：184cm。体重：80kg。誕生日：6月27日。血液型：AB型。出身地：ブルーグラード。
技：ブルーインパルス
ブルーグラードの統治者ピョートルの息子。陽の当る土地への進出を主張したため、争い事を良しとしない父により故郷を追われたが、氷戦士となって舞い戻って父を斬殺、悲願の南方侵略を目論む。
永久凍土の地で生まれ育ったために氷の闘技に長け、一度は氷河を倒すほどの実力を見せつけたが、氷河の絶対零度の拳の前に敗北。さらに兄の愚行に悲嘆した妹ナターシャが自殺を図ったことから、自らの過ちを悟った。

## アニメ版オリジナルキャラクター

### 聖域
アーレス教皇
声：曽我部和恭（サガが成り代わって以降）
前教皇シオンの末弟。シオンの死後に教皇の座に就き、悪の聖闘士による世界制覇を企むと共に、射手座の黄金聖衣を奪取すべく数々の刺客を沙織と星矢たちの元に送り込む。しかし実は13年前のアテナ降臨後、悪の人格が発現したサガが本物のアーレスを殺害して成りすましており、銀河戦争と時を同じくしてシオンをも暗殺し、アーレスの名のまま新教皇として聖域を支配するに至った。後に魔鈴がスターヒルでアーレスの遺体を発見し、アーレスが別人であることが判明した（原作ではこの遺体はシオン）。
「悪の教皇アーレス」というアニメオリジナル設定が作られた理由は、敵が悪であることを強調するためといわれるが、その後に原作でサガが教皇に成りすましていたことが判明したため、アーレスの正体がサガとされた。
後の番外編小説による設定では、アーレス本人は白銀聖闘士であり、老齢の兄の補佐として教皇の実務の一部を代行し、誠実な人柄で聖闘士たちの尊敬と信頼を集めていたとされる。アーレスが倒される場面では挿絵により素顔も描かれている。ただしこの小説ではアーレス殺害はアテナ降臨の前年とあり、アーレスには教皇の資格がないという。
ギガース参謀長
声：佐藤正治
教皇アーレスに厳格な条件を付けられた上で抜擢された聖域の参謀長。星矢たちを倒し黄金聖衣を奪うため、一輝を手始めに、以後は私兵聖闘士や幽霊聖闘士を送り込むが、ドクラテスの部下の別働隊が黄金聖衣のマスク以外のパーツを奪取したこと以外は成果を挙げられず。黄金聖衣のマスクを奪うべく独断で炎熱聖闘士と雑兵の一体を伴い来日するが、炎熱聖闘士が倒されたことにより逃亡。以降は行方不明となり更迭された。
パエトン参謀
声：掛川裕彦
ギガースの補佐役。強者に媚び弱者には高圧的に振舞う。ギガース失脚後、繰上げで新参謀長となる。白銀聖闘士を刺客に差し向けるもことごとく倒され、アーレスから発破をかけられて苦悩の末に、懇意であったシャイナの人選によって彼女とアルゴル、スパルタンを星矢たちの抹殺に差し向けるが、結局前任者と同じく失敗を繰り返すことになる。以後は刺客を繰り出すことはせず、ムウの助力を得るべく白銀聖闘士のアラクネを派遣しただけにとどまり、成果は挙げられなかった。さらには黄金聖衣の所在を確かめるためアテナに伺いを立てるべきとアーレスに進言し、アーレスの不興を買う。ギガースと異なり自身も鎧を着用して拳を振るい、十二宮編後半ではアーレスの信頼を取り返そうと魔鈴を襲うが、シャイナの乱入によって失敗。この時は聖衣をまとっていない状態とはいえシャイナと真っ向から渡り合い、吐血させるほどのダメージを与えている。このシャイナとの激突のダメージによって戦闘能力を喪失、教皇の間への抜け道を知るべく魔鈴によって連れ去られた後、消息不明。

### 非正規の聖闘士
聖闘士としての実力を備えながらも守護星座の導きを欠いたために正規の資格を得られなかった者たち。ドクラテスと炎熱聖闘士の2人は力のある者に私兵として仕えることから私兵聖闘士とも呼ばれ、星座を象った聖衣ではなく、戦闘スタイルに合わせた独自の聖衣を纏う。
ドクラテス
声：佐藤正治
技：ヘラクレス猛襲拳
カシオスの兄。数ある聖闘士の中でも最も巨大な体躯と最大の肉体的パワーを誇り、その怪力に比べれば青銅聖闘士一のパワーの持ち主とされる檄すら赤ん坊同然といわれる。
当初は一輝の監視役として登場し、暗黒聖闘士を率いた一輝が星矢たちの抹殺に失敗したとみるや姿を現し、直属の部下7人と共に星矢たちと戦った。後にグラードコロッセオで星矢たちと再戦し、体全体を武器とする戦法に加え、瞬が「化け物」と驚愕するほどの耐久力で星矢たちを苦しめるが、氷河の凍結拳で動きを封じられ、星矢の流星拳と瞬のネビュラチェーンで倒された。
炎熱聖闘士（えんねつセイント）
声：山口健
技：ファイヤースクリュー
ギガース秘蔵の聖闘士。アテネの街でぐれていたところをギガースに拾われ、灼熱の修行場で修行をつけられ炎の拳を身につける。ギガースには強い恩義を感じている。
黄金聖衣のマスクを奪還するために沙織らが身を隠していた山荘を襲い、瞬と激突。瞬が「これまでの敵で最強」と驚愕するほどの実力で、大地をも焦がすといわれる炎で瞬を苦しめるが、地下風穴から復活した一輝の幻魔拳によって幻覚を見せられて敗れ去った。
水晶聖闘士（クリスタルセイント）
声：池水通洋
技：ダイヤモンドダスト、凍結拳（シベリア仕込みの足封じ技）
アニメ版における氷河とアイザックの師でカミュの弟子。シベリアに居を構え、第一線を退いて聖闘士の養成に専念している。凍気の威力は雑兵の一隊もろとも周囲が凍結するほどに凄まじい。心技体すべての優れた聖闘士として人々から慕われていた。
住民を酷使してシベリアに氷のピラミッドを建設しようとした新教皇アーレスに抗議するため聖域に赴くが、反逆罪に問われて激怒、拳を振るうもアーレスに洗脳されて小宇宙の質まで変容した悪鬼と化し、住民を救出しに来た氷河や星矢と対決する。一連の戦いでは、ダイヤモンドダストの2段攻撃、裸絞、締め技からの氷結拳、幻術、後述のピラミッド破壊に用いた赤い氷の結晶を生じる拳など多数の技を使用した。最後には正気を取り戻し、自らの手でピラミッドを破壊した後、氷河の腕の中で息を引き取り、氷の下に葬られた。
玩具『聖闘士聖衣神話』では聖衣が雪の結晶を模ったオリジナルのオブジェ形態となるようアレンジがなされている。

### 幽霊聖闘士
読みは「ゴーストセイント」。名うての実力者でありながら悪行を働いたため、前教皇によりカリブ海の魔界島へ終生遠島処分にされた聖闘士たち。すでに聖闘士の資格を剥奪されており、聖闘士のアウトローとも呼ばれる。資格剥奪前は非正規の聖闘士であったために守護星座を持たず、3羽ガラスと呼ばれる3人は、星座ではなく海洋生物を模した特殊な聖衣を纏う。
ガイスト
声：川島千代子
技：ファントム眩惑拳、サンダークロウ
幽霊聖闘士のリーダー格で、シャイナの妹分。部下の3羽ガラスと共に、海での修行の邪魔になる一般人の船舶を実力で排除した罪で流刑され、彼女らの居城・幻覚城で10年もの間暮していた。その実力はシャイナから自分と同格と評価されており、シャイナ譲りのサンダークロウに加えて幻惑術を得意とし、はるかに離れたものにも幻覚を見せることができる。黄金聖衣のマスクを取り返せば遠島罪を取り消すとギガースから持ちかけられ、幻覚城で星矢に挑むが、自分の意思で動き出した黄金聖衣と星矢の流星拳の前に敗れ去った。自分を倒せば聖域の真相を教えると持ちかけていたが、いざ倒されると「口が裂けても言えない」と言い切るしたたかさを見せた。
シーサーペント
声：平野正人
3羽ガラスの1人。粘液質の聖衣で相手の攻撃を滑らせることを得意とする。大海蛇に変身することもできる。他の2人とともにカリブ海でグラード財団のタンカーをシージャックし、星矢たちをおびき出すが、星矢たちの連携の前に敗北。ガイストの幻惑で救われ、混乱に乗じて星矢たちの黄金聖衣のマスクを奪って逃げ去る。魔界島の再戦では得意の水中戦で星矢たちに挑むが、氷河の凍気で凍結した海面に叩きつけられ、星矢の流星拳に敗れ去った。
ドルフィン
声：田中秀幸
技：ドルフィン流空中回転キック
3羽ガラスの1人。ジャンプ攻撃を得意とする。魔界島で星矢たちを迎え撃つが、紫龍の前に敗れ、海に叩き落された。
クラッグ
声：田中和実
技：クラッグ流電撃百万ボルト（別名、百万ボルト電撃拳）
3羽ガラスの1人。聖衣から伸びた無数の触手から高圧の電撃を放つ。魔界島の川で星矢たちを待ち伏せ、電撃で紫龍と瞬を行動不能に至らしめるが、星矢の流星拳に敗れ去った。

### 鋼鉄聖闘士
読みは“スチールセイント”。城戸光政の司令で青銅聖闘士のサポート役として生み出された非正規の聖闘士。当初は敵の目を欺くため、さらに城戸沙織のアテナとしての成長を促すために存在は伏せられていた。グラードコロッセオでの白銀聖闘士バベルとの闘いにおいての登場から十二宮編までの間、星矢たちをサポートする。星矢達を聖域への出発に見送った後、それ以降は登場していない。
正規のアテナの聖闘士ではないために守護星座はなく、小宇宙（コスモ）による闘法も使えないが、高度な訓練で鍛え抜かれた肉体と、財団の科学者・麻森博士（声：村松康雄、麻生智久〈聖闘士星矢Ω〉）の技術力とグラード財団の財力によって作られた機械の聖衣・鋼鉄聖衣（スチールクロス）により、青銅聖闘士や白銀聖闘士に匹敵する力を発揮できる。鋼鉄聖衣は非装備時には星座を模したマシンに変形し、鋼鉄聖闘士を上に乗せて空を飛び、地を疾走する。
後にTVアニメ『聖闘士星矢Ω』にも登場した（聖闘士星矢Ω登場人物一覧#鋼鉄聖闘士の節を参照）。なお、同作の中では彼ら鋼鉄聖闘士が本作で突然登場しなくなった理由について、「オリジナルの鋼鉄聖衣は性能が高い代わりに装着者への負担と反動も大きかったため、3人の肉体と聖衣に限界が来て戦線離脱を余儀なくされた」と説明されている。
スカイクロス・翔（ショウ）
声：中原茂
空中戦を得意とする。3人の中でも最もクールな性格。スカイクロスは巨嘴鳥星座をモチーフとし、飛行能力を持つ。左腕部に装備されたファンで相手の技のエネルギーを吸収し、逆噴射して相手に浴びせることもでき、白銀聖闘士のバベルの炎やアルゴルのメドゥサの盾の魔力も封じ込めた。
ランドクロス・大地（ダイチ）
声：鈴木みえ、中村大樹（聖闘士星矢Ω）
技：スチールハリケーン（潮との連携技）
スケボーを得意とする小兵。明朗快活な熱血漢。ランドクロスは子狐星座をモチーフとし、高速走行能力を持つ。普段も動力付きのスケボーを乗り回す。
マリンクロス・潮（ウシオ）
声：大塚芳忠
技：スチールハリケーン（大地との連携技）
頬の向こう傷が印象的な少年で、野性的な外観とは対照的に、ヘリコプターを操縦するなどメカにも強い。マリンクロスは旗魚星座をモチーフとし、頭部パーツで電波などのあらゆる波動を探知して妨害することができ、聖域随一の超能力者といわれるスパルタンの念動力も封じ込めた。

### その他の聖闘士
階級および守護星座が不明の者たち。
スパルタン
声：千葉繁
聖域でも有数の超能力者で、空中の飛行機を地上へ引き摺り下ろすほどの念力の使い手。念力で身の周りに防御壁を作り出したり、敵を金縛りにできる。白銀聖闘士のシャイナ、アルゴルと共に紫龍たちと戦うが、鋼鉄聖闘士の潮に超能力を封じ込まれて負けを悟り、倒れたシャイナを連れて逃走。以後、行方不明となる。階級や守護星座は劇中では言及されておらず、書籍での設定上も「不明」とされている。
レダ、スピカ
声：田中和実（レダ）、菊池正美（スピカ）
技：ダブル・ネビュラチェーン（2人での連携技）
アルビオレに師事した瞬の兄弟弟子。アンドロメダの聖衣を得るための試練、サクリファイスを受けるために瞬と闘い、敗れた2人。瞬たちが聖域を敵に回したことでアンドロメダ島が滅ぼされたため、アンドロメダの聖衣を奪われた怨みも込め、瞬を生贄として捕らえ聖域へ差し出そうとするも、返り討ちに遭った。

### その他
アキラ、マコト、タツヤ、ミミ子
声：冬馬由美（アキラ）、上村典子、安田早希〈OVA『冥王ハーデス冥界編』〉（マコト）、柳沢三千代（タツヤ）、柴田由美子（ミミ子）
星の子学園の孤児。アキラたち悪ガキ3人組は星矢に憧れており、ミミ子は瞬を「瞬さま」と呼んで慕う。原作でも星矢を慕う孤児たちがわずかに登場するが、個々の設定はない。
麻森博士（あさもりはかせ）
声：村松康雄
グラード財団に所属するグラード科学研究所の科学者。十数年前に城戸光政から聖闘士のサポート用聖衣の開発を依頼され、寝食を忘れて鋼鉄聖衣を完成させた。
名前の由来は人工物のマシン（麻〈マ〉森〈シン〉）。
王虎（オウコ）
声：井上和彦、中野聖子〈幼少期〉
技：猛虎烈風紫電拳
童虎の下で龍星座の聖衣を纏うために技を競い合った紫龍の兄弟弟子。幼少期に父母・兄弟を夜盗に殺された過去を持ち、敵を倒し勝ち残ることが真の強さと思い込む。童虎から「技では紫龍に勝るとも劣らない」と評される程であったが、表面的な強さを追い求めて私闘に明け暮れた末、破門される。その後は紫龍と決着をつけることを約束し、強敵を求めて修行の旅を続けていた。
アルゴル戦で視力を失い五老峰に戻っていた紫龍の前に現れ、自ら目隠しをして同じ条件のもと対決を挑む。昇龍覇を受けても立ち上がり紫龍を追いつめるが、闘う目的・原点を悟った紫龍の2度目の昇龍覇の前に敗れ去る。最期は、紫龍との闘いで闘う目的・原点を王虎も悟り童虎の破門も解かれる。視力と共に戦意すら喪失しかけていた紫龍を、自分との闘いと自らの死によって再起させた。
ジャキ
声：佐藤正治
凶暴すぎたため聖闘士の称号を得られなかった男。魔鈴を抹殺すれば聖闘士の称号を与えるとアーレスに言われ、その刺客となったが魔鈴に倒される。資料によっては白銀聖闘士級の実力を持つと記したものもある。
エレーネ
声：三浦雅子
カノン島で傷を癒しに来た一輝と親しくなった少女。一輝を討伐に来たシヴァたちに祖父を殺された挙句に、自身も火山に投げ込まれるが奇跡的に助かり一輝に救われる。
フレア
声：川村万梨阿
北欧の地アスガルドで主神オーディーンの地上代行者を務めるヒルダの妹。もとは仲の良い姉妹であったが、ポセイドンのニーベルンゲン・リングの魔力により姉が豹変したことに心を痛め、アスガルドを去って沙織のもとへ身を寄せ、氷河ら聖闘士たちに助けを求めた。神闘士のハーゲンからは密かに想いを寄せられており、その嫉妬心から氷河とハーゲンとの戦いが激戦を引き起こすこととなった。

## ゲーム版オリジナルキャラクター
シャドウクロス
声：杉田智和
ファミリーコンピュータ用ソフト『聖闘士星矢 黄金伝説』にラストボスとして登場した正体不明の敵。週刊少年ジャンプ読者応募による大賞作品で、聖衣のオブジェ形態は髑髏の形を模る。この髑髏型の聖衣と、影の聖闘士という要素を組み合わせて設定されている。戦闘時に会話コマンドを行うと「死にたくなければ教皇に従うのだな」と言う。
また、サービス終了したスマートフォンゲーム『聖闘士星矢 ゾディアックブレイブ』の2021年8月16日からのゲーム内イベント「黄金伝説」にて杉田智和が声をあてた同キャラが登場した。